# هيلين بيفيرلي
هيلين بيفيرلي (بالإنجليزية: Helen Beverley)‏ هي ممثلة أمريكية، ولدت في 9 نوفمبر 1916، وتوفيت في 15 يوليو 2011 بسبب مرض.

## وصلات خارجية
- هيلين بيفيرلي على موقع IMDb (الإنجليزية)
- هيلين بيفيرلي على موقع قاعدة بيانات برودواي على الإنترنت (الإنجليزية)
- هيلين بيفيرلي على موقع قاعدة بيانات الفيلم (الإنجليزية)